# Ballon (Charente-Maritime)
Ballon ist eine französische Gemeinde mit 823 Einwohnern (Stand: 1. Januar 2022) im Département Charente-Maritime in der Region Nouvelle-Aquitaine. Sie gehört zum Arrondissement Rochefort, zum Kanton Surgères und ist Mitglied im Gemeindeverband Aunis Sud. Die Einwohner werden Ballonais genannt.

## Geografie
Ballon liegt etwa 16 Kilometer südöstlich von La Rochelle in der historischen Landschaft Aunis. Umgeben wird Ballon von den Nachbargemeinden Thairé im Norden und Nordwesten, Le Thou im Norden und Nordosten, Ciré-d’Aunis im Osten, Breuil-Magné im Süden und Südosten sowie Yves im Süden und Westen.

## Bevölkerungsentwicklung
| Jahr                       | 1962 | 1968 | 1975 | 1982 | 1990 | 1999 | 2008 | 2019 |
| Einwohner                  | 366  | 345  | 378  | 432  | 482  | 526  | 633  | 804  |
| Quellen: Cassini und INSEE |      |      |      |      |      |      |      |      |